# Steiner Alm
Die Steiner Alm ist eine Alm in Piding im Berchtesgadener Land. Die Steiner Alm ist in den Sommermonaten bewirtschaftet.
Der Kaser der Steiner Alm steht unter Denkmalschutz und ist unter der Nummer D-1-72-128-30 in die Bayerische Denkmalliste eingetragen.

## Baubeschreibung
Beim Kaser der Steiner Alm handelt es sich um einen überkämmten Blockbau mit vorkragendem Satteldach und einem Sockel aus Bruchsteinen.

## Geschichte
Der Kaser der Steiner Alm ist mit dem Jahr 1820 bezeichnet. Erweiterungsbauten folgten, unter anderem im 20. Jahrhundert. Die Hubertuskapelle wurde in den 1950er Jahren errichtet.

## Lage
Die Steiner Alm befindet sich auf dem Gebiet der Gemeinde Piding an der Nordseite des Hochstaufens auf einer Höhe von 1028 m ü. NHN. Die Alm ist zu Fuß oder mit dem Fahrrad über eine Forststraße zu erreichen. Ausgangspunkt der Wanderungen ist üblicherweise der Parkplatz im Schloßwald am westlichen Ortsrand von Urwies oder der Parkplatz am Freibad in Aufham.
Die Steiner Alm befindet sich auch an einem der Wege, die von der Nordseite aus auf den Hochstaufen führen.
Unweit der Steiner Alm befindet sich die Kochalm, die jedoch nicht mehr landwirtschaftlich genutzt wird und auch nicht bewirtet ist.

## Sonstiges
Im Spätsommer findet auf der Steiner Alm das Almfest der Trachtenvereine und Musikkapellen der Gemeinden Piding und Anger statt. Die Bergmesse, die üblicherweise jährlich am 3. Oktober stattfindet, findet in Gedenken an die 1993 ermordeten Wirtsleute des Reichenhaller Hauses statt.
2019 veröffentlichte der Bayerische Rundfunk die fünfteilige Fernsehserie Anna auf der Alm mit Annika Preil. Preil begleitete die Sennerin Kathi über eine Saison vom Auftrieb über den Sommer bis zum Almabtrieb.